# 마이크 와인버그
마이크 와인버그(Mike Weinberg, 1993년 2월 16일 ~ )는 미국의 배우이다.

## 출연
- 나홀로 집에 4 (Home Alone 4) - 케빈 맥칼리스터 역